# Чернобородый мешкокрыл
Чернобородый мешкокрыл (лат. Taphozous melanopogon) — небольшая летучая мышь семейства футлярохвостых.
Вид распространён в юго-восточной Азии. Обитает в тропических лесах, а также на территории городов. Встречается в холмистой местности, устраивая места ночлега в пещерах, старых домах, подвалах старых крепостей, храмах, старых заброшенных шахтах, тоннелях. Этот вид колониальный, колонии достигают нескольких тысяч особей. Единственный детёныш рождается через 120—125 дней периода беременности.
В целом, серьёзных угроз для данного вида нет. Встречается на многих охраняемых территориях.